# Zell am See
Zell am See è un comune austriaco di 9 764 abitanti nel distretto di Zell am See, nel Salisburghese, del quale è capoluogo; ha lo status di città capoluogo di distretto (Bezirkshauptstadt).

## Geografia fisica
La città medioevale è adagiata nelle colline ascendenti del monte Schmittenhöhe, tra le montagne coperte di neve e le acque limpide del lago di Zell.

## Storia
I primi insediamenti attestati nell'area risalgono al periodo romano. Nel 740 monaci inviati dal vescovo di Salisburgo san Giovanni fondano l'insediamento di "Cella in Bisontio", tra i più antichi del Pinzgau. Nel 1358 Zell am See fu elevata a comune mercato. La costruzione della ferrovia nel 1875 portò anche i primi turisti. Nel 1928 Zell am See fu elevata allo status di città.

## Monumenti e luoghi d'interesse
- Castel Rosenberg

## Sport
Stazione sciistica, Zell am See ha ospitato i Giochi Studenteschi Mondiali invernali 1937 e varie tappe della Coppa del Mondo e della Coppa Europa di sci alpino.
È sede della squadra di hockey EK Zell am See.
A Zell am See è nato il fondista Bernhard Tritscher.
A Zell am See è nato il pilota di Formula 1, e campione 1978 del Turismo tedesco (DRM) Harald Ertl.